# Acido fumarico
L'acido fumarico (anche acido trans-butendioico) è un acido presente in natura nella frutta e verdura, ed è stato isolato nelle radici della pianta erbacea selvatica Fumaria officinalis (Fumariaceae) da cui deriva il nome.
L'acido fumarico è isomero dell'acido maleico (acido cis-butendioico). 
Le due sostanze sono isomeri stabili e distinti, dato che la rotazione attorno ad un legame doppio carbonio-carbonio è impedita, poiché la transizione tra gli isomeri cis (Z) e trans (E) possiede una notevole energia di attivazione.
Le caratteristiche dei due acidi sono molto diverse, ad esempio l'acido maleico è tossico, mentre il fumarico è una biomolecola fondamentale ed è usato come medicinale e in prodotti alimentari.
È prodotto industrialmente sia per via fermentativa che sintetica.

## Sintesi
L'acido fumarico è stato preparato per la prima volta dall'acido succinico. Una tradizionale via di sintesi prevede l'ossidazione del furfurale (ottenibile dalla trasformazione del mais) utilizzando un clorato in presenza di un catalizzatore a base di vanadio. Attualmente, la sintesi industriale dell'acido fumarico è principalmente basata sull'isomerizzazione catalitica dell'acido maleico in soluzioni acquose a pH basso. Quest'ultimo è accessibile in grandi volumi come prodotto di idrolisi dell'anidride maleica, prodotta mediante ossidazione catalitica del benzene o del butano.

## Biologia
L'acido fumarico si trova nelle piante del genere fumaria (es.Fumaria officinalis), nei funghi porcini (in particolare nel Boletus fomentarius var. Pseudo-igniarius), nei licheni e nella Cetraria islandica.
Il fumarato, quindi la sua forma anionica, è un intermedio nel ciclo dell'acido citrico utilizzato dalle cellule per produrre energia sotto forma di adenosin trifosfato (ATP) da alimenti. Esso è formato dall'ossidazione da parte della succinato deidrogenasi del succinato. Poi il fumarato viene convertito dalla fumarasi a malato. La pelle umana produce naturalmente acido fumarico quando esposta alla luce solare.

## Utilizzi

### Medicina
È utilizzato per il trattamento della psoriasi. Viene somministrato in dosi di 60–105 mg al giorno e può incrementare fino a 1290 mg. Inoltre è stato approvato per il trattamento della sclerosi multipla.
Tra gli effetti collaterali vi possono essere disordini gastrointestinali e ai reni o arrossamento della pelle.

### Industria alimentare
È utilizzato come stabilizzante di diversi prodotti e come regolatore di acidità in prodotti alimentari dal 1946, generalmente in sostituzione dell'acido tartarico e a volte, dell'acido citrico. È denotato con la sigla E297.

### Altri usi
L'acido fumarico è utilizzato nella fabbricazione di resine poliesteree e polialcoli e come mordente per i coloranti. Fin dai primi anni del XXI secolo è stato utilizzato per sintetizzare una delle prime strutture metallo-organiche che presentano applicazioni commerciali grazie alle sue notevoli proprietà meccaniche e di adsorbimento, in combinazione con una bassa tossicità rispetto ad altri MOFs ben studiati.